# Petra Grabowski
Petra Grabowski-Borzym (Brandeburgo sulla Havel, 31 gennaio 1952) è un'ex canoista tedesca.

## Palmarès

### Olimpiadi
- 1 medaglia[1] :
  - 1 argento (Monaco di Baviera 1972 nel K-2 500 m)

### Mondiali
- 6 medaglie[1]:
  - 1 oro (Tampere 1973 nel K-2 500 m)
  - 3 argenti (Copenaghen 1970 nel K-4 500 m; Belgrado 1971 nel K-2 500 m; Tampere 1973 nel K-1 500 m)
  - 2 bronzi (Copenaghen 1970 nel K-2 500 m; Belgrado 1971 nel K-4 500 m)